# René Bliard
René Bliard (født 18. oktober 1932, død 27. september 2009) var en fransk fodboldspiller (angriber).
Bliard var en del af det succesfulde Reims-hold, der nåede finalen i Mesterholdenes Europa Cup i både 1956 og 1959, og samtidig vandt det franske mesterskab i både 1955 og 1958. I 1955 blev han desuden topscorer i Ligue 1.
Senere i karrieren spillede Bliard også for Red Star og FC Rouen. Han nåede desuden syv kampe for Frankrigs landshold mellem 1955 og 1958.

## Titler
Ligue 1
- 1955 og 1958 med Reims

Coupe de France
- 1958 med Reims

Trophée des Champions
- 1955 og 1958 med Reims